# Anjesenpaatón-Tasherit
Anjesenpaatón-Tasherit fue una de las muchas princesas reales de la corte del faraón egipcio Ajenatón. Su nombre significa Anjesenpaatón la joven
Nacida entre los años 14 y 17 del reinado del faraón Ajenatón, su madre podría ser Kiya o la tercera de las hijas de Ajenatón, la princesa Anjesenpaatón, que, nacida el año 5, tendría 12 años en el año 17. El apelativo a Atón indica que era hija del faraón.
Se sabe muy poco de ella, y es muy posible que muriese durante la infancia, pues cuando Anjesenpaatón se convirtió en la Gran Esposa Real de Tutanjamón, a la muerte de Ajenatón, ya no se tiene constancia de ella. Dado el estado actual de las investigaciones, tampoco es impensable que esta joven fuese la misma Anjesenpaatón que se casó con Tutankamón. 
Anjesenpaatón Tasherit es conocida por los arqueólogos desde 1938, cuando se encontró en Hermópolis una pintura de ella con su nombre:

¡Que la hija real que pertenece a su cuerpo, Anjesenpaatón, pueda vivir! la hija real que pertenece a su cuerpo, su amada, Anjesenpaatón la joven.